# Région Bodensee-Oberschwaben
La Région Bodensee-Oberschwaben est une région de planification allemande du Bade-Wurtemberg. Elle est composée des arrondissements de Ravensbourg, Sigmaringen et l'arrondissement du Lac de Constance.

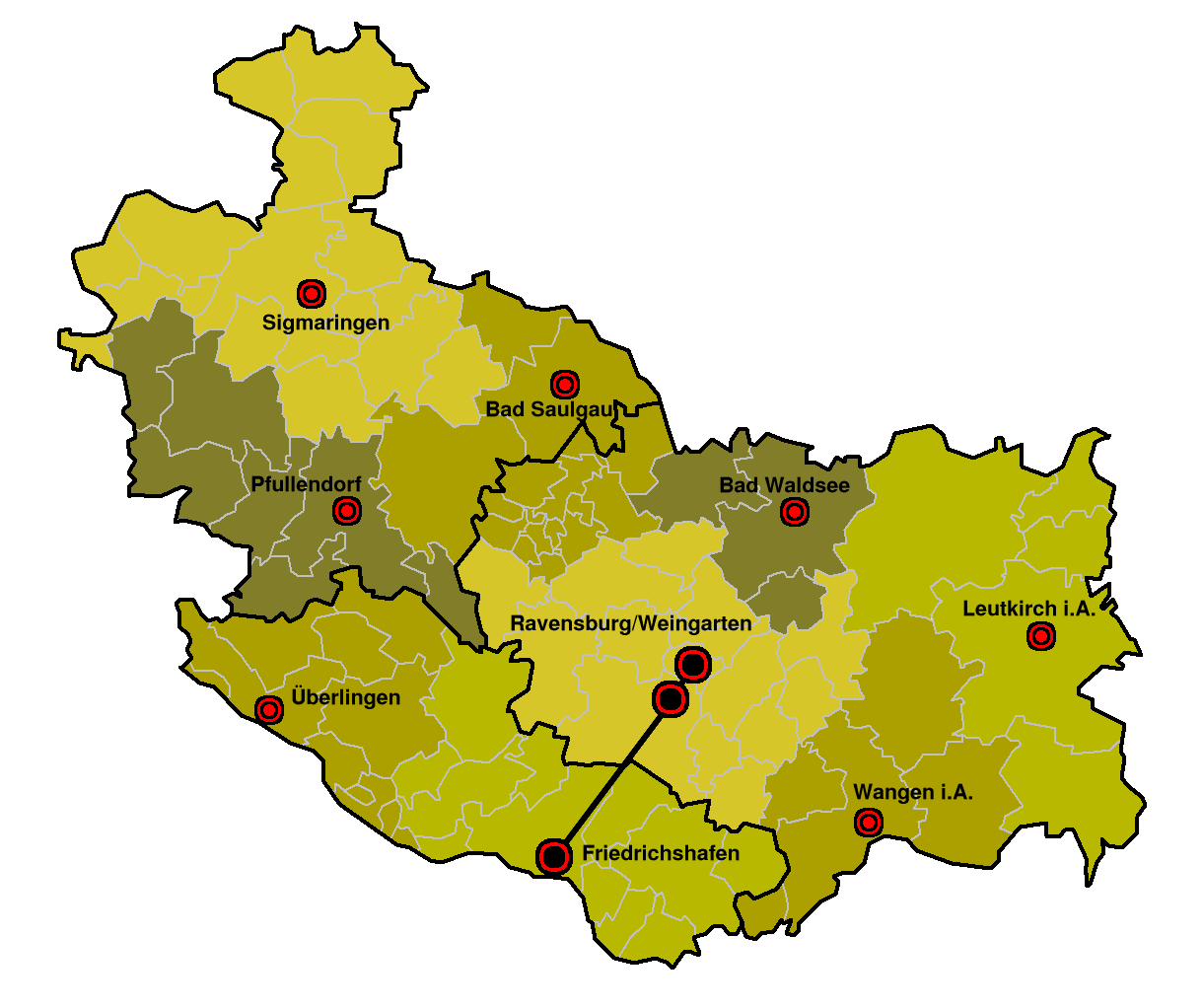
Carte de la Région Bodensee-Oberschwaben.

Au 30 juin 2011, la Région Bodensee-Oberschwaben comptait 617 675 habitants sur une superficie de 3 500,95 km2.